# Owen Morgan Edwards
Owen Morgan Edwards (Llanuwchllyn, 26 dicembre 1858 – Llanuwchllyn, 15 maggio 1920) è stato uno storico, educatore e scrittore gallese.

## Biografia
Owen Edwards è nato a Llanuwchllyn vicino a Bala, è il figlio maggiore di Owen e Beti Edwards. Dà una vivida descrizione della sua prima educazione nella sua autobiografia Clych Adgof ("Le campane della memoria") pubblicata nel 1906. Llanuwchllyn era allora e rimane un'area di lingua gallese.
Dopo aver studiato a Bala e all'Università di Aberystwyth, si è laureato nel 1883. In seguito ha trascorso un anno all'Università di Glasgow. Collabora con la rivista Cymru dagli anni '90. Ha scritto in gallese. Il suo lavoro include libri sulla storia del Galles, diari di viaggio, ma anche libri per bambini. Nel 1899 divenne membro del parlamento britannico per il collegio elettorale di Merioneth, ma nel 1900 lasciò quella posizione.  Nel 1907 fu nominato primo Ispettore capo delle scuole per il Galles sotto il dipartimento di educazione gallese di recente costituzione. Fece i primi passi per che fosse insegnata la lingua gallese nelle scuole del Galles. È entrato in conflitto con il Consiglio centrale gallese a causa della sua convinzione che le nuove scuole avessero in Galles influenze anglicizzanti e la sua determinazione a resistere a questo.
Morì nel suo villaggio natale di Llanuwchllyn nel 1920. Il suo primo figlio morì all'età di cinque anni. Il secondo figlio di Owen Edwards divenne in seguito uno storico, la sua unica figlia Hâf ha sposato Sir David Hughes Parry.

### Libri
- Clych Adgof (1906). Reminiscences of the Bala area.
- O'r Bala i Geneva (1889). Travel.
- Ystraeon o Hanes Cymru (1894). Tales from Welsh history.
- Hanes Cymru (1895, 1899). History of Wales.
- Cartrefi Cymru (1896). Famous Welsh homes.
- Review of Wales by Owen M. Edwards, in Saturday Review of Politics, Literature, Science and Art, vol. 93, n. 2425, 19 aprile 1902,  pp. 498-499.
- A Short History of Wales (1906)
- Llyfr Del (1906). For children.
- Hwiangerddi (1911). For children.
- Llyfr Nest (1913). For children.
- Tro yn Llydaw. Travels in Brittany.
- Tro yn y Wlad (1920). Welsh travel sketches.

### Studi critici
- W.J. Gruffydd, Owen Morgan Edwards (Aberystwyth, 1937)
- Gwilym Arthur Jones, Bywyd a Gwaith Owen Morgan Edwards (1958)
- Meic Stephens (ed.) Companion to Welsh literature (University of Wales Press)